# Махер аль-Муайкли
Ма́хер ибн Хама́д аль-Муа́йкли (араб. ماهر بن حمد المعيقلي‎; род. 7 января 1969, Медина, Саудовская Аравия) — саудовский чтец Корана, имам и проповедник мекканской мечети аль-Харам с 2007 года.

## Биография

### Ранние годы и образование
Родился 7 января 1969 года в Медине (Саудовская Аравия). Его отец Хамад ибн Муайкл принадлежал к аль-Муайкли, клана племени аль-Балави. Его мать Саима бинт Махмуд ас-Сиси из племени Хиджази из Медины. Выучил наизусть Священный Коран и учился в Педагогическом колледже в Медине, окончив его как учитель математики, и переехал работать учителем в Мекку. Затем стал студенческим наставником в школе принца Абдул-Маджида в Мекке.
В 2004 году получил степень магистра юриспруденции по ханбалитскому мазхабу в Шариатском факультете Университета Умм аль-Кура, а также докторскую степень по тафсиру в 2010 году.
Работает доцентом на кафедре судебных исследований в Факультете судебных исследований и правил Университета Умм аль-Кура и занимает должность заместителя декана по аспирантуре и научным исследованиям.
В 2014 году посетил Кыргызстан с 14-16 мая как гость Духовного управления мусульман Кыргызстана.

## Личная жизнь
Имеет 4 детей: двух мальчиков и двух девочек.